# Черняхівська сільська рада (Черняхівський район, 1928—1938)
Черняхівська сільська рада — колишня адміністративно-територіальна одиниця та орган місцевого самоврядування у Черняхівському районі Волинської округи, Київської та Житомирської областей Української РСР з адміністративним центром у смт Черняхів.

## Населені пункти
Сільській раді на час ліквідації були підпорядковані населені пункти:
- сільська част. смт Черняхів;
- зал. ст. Горбаші.

## Історія та адміністративний устрій
Створена 18 грудня 1928 року в складі сільської частини містечка Черняхів та залізничної станції Горбаші Черняхівського району Волинської округи.
Ліквідована 20 жовтня 1938 року, територію та населені пункти ради приєднано до складу Черняхівської селищної ради Черняхівського району Житомирської області.